# Курмансай (Актюбинская область)
Курмансай (каз. Құрмансай, до 2003 г. — Степановка) — село в Мартукском районе Актюбинской области Казахстана. Административный центр Курмансайского сельского округа. Код КАТО — 154659100.

## Население
В 1999 году население села составляло 552 человека (271 мужчина и 281 женщина). По данным переписи 2009 года, в селе проживали 393 человека (199 мужчин и 194 женщины).